# 口呼吸
口呼吸指的是用嘴呼吸的行为，这通常是由于鼻子呼吸受阻而引起，鼻子是人体的先天呼吸器官。慢性口呼吸可能与某些疾病有关。